# Семёновский сельский совет (Пологовский район)
Семёновский сельский совет (укр. Семенівська сільська рада) — — административно-территориальная единица в составе
Пологовского района
Запорожской области
Украины.
Административный центр сельского совета находится в 
с. Семёновка.

## Населённые пункты совета
- с. Семёновка
- с. Дмитровское
- с. Новая Дача